# Service médical rendu
Pour les articles homonymes, voir SMR.
Le service médical rendu (SMR) est un critère utilisé en santé publique pour classer les médicaments ou dispositifs médicaux en fonction de leur utilité d'un point de vue thérapeutique ou diagnostique. Ce critère sert aux administrations de santé dans certains pays comme la France à définir le taux de remboursement.

## En France
En France, depuis 2004, l'assurance maladie rembourse les médicaments ayant obtenu une autorisation de mise sur le marché en proportion de leur SMR tel qu'il est évalué par la Commission de la Transparence de la Haute Autorité de santé. Celle-ci classe les médicaments selon quatre niveaux en fonction de leur SMR de « insuffisant » à « majeur ». 

## Différents niveaux de SMR
Les quatre niveaux de SMR sont les suivants, les trois premiers seulement donnant lieu à un avis favorable à l'inscription sur la liste des médicaments remboursables :
- SMR important, permettant un remboursement de 65% ;
- SMR modéré, permettant un remboursement de 30% ;
- SMR faible, permettant un remboursement de 15% ;
- SMR insuffisant, ne justifiant pas de remboursement par la sécurité sociale.

## Quelques médicaments au SMR insuffisant[3],[4]
- Veinotoniques
- Vasodilatateurs
- Calcitonine
- Salbutamol injectable

## Amélioration du service médical rendu
L'amélioration du service médical rendu (ASMR) désigne l'apport d'un nouveau traitement par rapport aux traitements déjà disponibles et est de I, « majeure », à IV, « mineure ». Une amélioration de niveau V (équivalent à « pas d'ASMR ») signifie « absence de progrès thérapeutique » .